# Michał Majda
Michał Majda (ur. 8 września 1893, zm. 13 czerwca 1915 pod Rokitną) –  żołnierz kawalerii II Brygady Legionów Polskich, uczestnik szarży pod Rokitną, kawaler Orderu Virtuti Militari.

## Życiorys
Urodził się w Imielnie jako syn Andrzeja i Katarzyny z d. Biernacka. Według innych relacji pochodził z Chrobrza na Kielecczyźnie i służył w stajniach należących do Wielopolskich. Od 1910 robotnik w kopalni „Niwka”.
W sierpniu 1914 zgłosił się ochotniczo do Legionów Polskich. Początkowo służył w 1 pułku piechoty, a następnie w 2 szwadronie ułanów przy 2 pułku ułanów Legionów Polskich w składzie II Brygady Legionów Polskich. Poległ 13 czerwca 1915 roku w czasie szarży pod Rokitną.
17 maja 1922 roku Naczelnik Państwa i Naczelny Wódz nadał mu pośmiertnie Krzyż Srebrny Orderu Wojskowego Virtuti Militari (krzyż numer 6007).
W lutym 1923 roku zwłoki ułanów ekshumowano i uroczyście przewieziono na cmentarz Rakowicki w Krakowie. 26 lutego odbył się uroczysty pogrzeb. Generał broni Stanisław Szeptycki, w imieniu Józefa Piłsudskiego, udekorował trumny ułanów przyznanymi im pośmiertnie orderami.

## Ordery i odznaczenia
- Krzyż Srebrny Orderu Wojskowego Virtuti Militari nr 6007 – pośmiertnie, 17 maja 1922[1][4]
- Krzyż Niepodległości – pośmiertnie[1]